# Empicoris barberi
Empicoris barberi är en insektsart som först beskrevs av Mcatee och Malloch 1923.  Empicoris barberi ingår i släktet Empicoris och familjen rovskinnbaggar. Inga underarter finns listade i Catalogue of Life.